# 西哈弗斯特勞 (紐約州)
西哈弗斯特勞（英語：West Haverstraw）是位於美國紐約州羅克蘭縣的村。

## 人口
根據2020年美國人口普查的數據，西哈弗斯特勞的面積為3.99平方千米，當中陸地面積為3.93平方千米，而水域面積為0.06平方千米。當地共有人口10678人，而人口密度為每平方千米2,676人。